# Pierre Gavarry
Pierre Gavarry est un acteur, metteur en scène et documentariste français, né le 6 janvier 1929 à Paris 14e et mort le 14 novembre 2013 à Quincy-sous-Sénart. Il est entre autres l'auteur de téléfilms pédagogiques.

## Biographie
En tant que comédien, il joue au Théâtre Quotidien de Marseille avec Antoine Vitez puis il travaille avec Gabriel Monnet à la maison de la culture de Bourges .   
Il joue notamment dans des pièces de Molière : Don Juan, L’Ecole des Femmes et de Shakespeare :  Timon d’Athènes dont il fait la traduction avec sa femme Hélène .
Il entre ensuite à la télévision scolaire où il produit et anime une série d’émissions sur le Théâtre  et la littérature  et collabore avec Eric Rohmer.
Devenu réalisateur en 1967, il réalise de nombreuses émissions sur le théâtre, l’histoire littéraire, l’écologie et l’histoire contemporaine.
Il s’installe avec son épouse et leurs quatre enfants à Brunoy, dans une propriété mitoyenne au lycée Talma. Cette propriété, appelée la Maison des nourrices, avait été celle de François-Joseph Talma célèbre tragédien, ami de Napoléon 1er et considéré comme le plus grand acteur de son temps.
Parallèlement à son travail de réalisateur à la télévision, il fonde en 1978, la Compagnie du Théâtre de la Brie à Brunoy. Il monte et joue avec sa compagnie de nombreuses pièces d’auteurs aussi différents que Sartre, Feydeau, Tchekov, Ionesco, Beckett, Molière et d’autres moins connus.

## Hommages
Une plaque commémorative est apposée en 2015 sur l'esplanade devant le lycée Talma et la place est rebaptisée place Pierre-Gavarry.
Hommage à Pierre Gavarry, 30 mai 2015

## Réalisations
- 1964 : La vie de société au XVIIIème siècle

- 1964 : Le misanthrope

- 1964 : L’ère industrielle : Métamorphose du paysage

- 1964 : Phèdre

- 1964 : Le mythe du bon sauvage de Montaigne à Châteaubriand
- 1964 : Les salons de Diderot
- 1965 : Lorenzaccio, Alfred de Musset

- 1965 : L’esclavage et la traite au XVIIIème siècle

- 1969 : Victor Hugo, un poète en marche

- 1972 : Les précieuses ridicules

- 1974 : Molière aujourd’hui

- 1975 : Demain quelle ville ?

- 1975 :  Regards sur la ville
- 1981 : Mémoires de l'immigration

- 1984 : Gandhi et l'indépendance de l'Inde
- 1984 : Les Jeux Olympiques de Berlin
- 1984 : Durance sauvage, Durance maîtrisée
- 1986 : Les robots aux champs
- 1986 : La France des années trente
- 1987 : 1936
- 1987 : Budapest 1956
- 1988 : Diên Biên Phu
- 1988 : Le chant des cathédrales
- 1989 : Le secret des simples ou les vertus des plantes médicinales
- 1989 : 1788, échec au roi
- 1991 : Mémoire de l'immigration
- 1991: Transversales
- 1991 : Des mots d'ici venus d'ailleurs
- 1991 : Le Français dans le monde
- 1992 : Sur les chemine de saint Jacques
- 2009 : D'une guerre à l'autre : 1918-1939

## Mises en scène
- Le Cheval dans la cuisine de Charles-Louis Paron 1963

avec Gérard Desarthe
- L'École des femmes de Molière

Théâtre de la Brie  Brunoy 1979, 2001, 2002, 2006
- Le Roi se meurt d’Eugène Ionesco

Théâtre de la Brie Brunoy 1981, Villeneuve St Georges 1982
- Fin de Partie de Samuel Beckett

Théâtre de la Brie  Brunoy,1984
- Oncle Vania de Tchekhov

Théâtre de la Brie  Brunoy 1990  et   Paris Théâtre du Ministère des Finances 1990
- Zoo Story d’Edouard Albee

Théâtre de la Brie  Brunoy 1991
- Sarah et le cri de la langouste de Murell Wilson

Théâtre de la Brie Brunoy 1992 et 1995
- L’Eternel Mari d’Haîm d’après Dostoïevski

Théâtre de la Brie  Brunoy 1993 et 1994
- Max Jacob, Portrait en crabe

Théâtre de la Brie  Brunoy 1994
- Feu la mère de Madame de Feydeau

- Mais ne te promène donc pas toute nue de Feydeau

Théâtre de la Brie Brunoy 1997  et  2004
- L’Escargot de Guy Foissy

Théâtre de la Brie  Brunoy 1999
- Le Voyage de Gérald Aubert

Théâtre de la Brie Brunoy 2000 et 2003
- La Putain respectueuse de Jean-Paul Sartre

Théâtre de la Brie Brunoy 1999
- Correspondances de Flaubert

Théâtre de la Brie Brunoy 1999 et  2004
- Le songe d’un homme ridicule de Dostoïevski

  Théâtre de la Brie Brunoy 2000
- Histoire du soldat de Ramuz/Stravinsky

Théâtre de la Brie Brunoy 2002 et 2003
- On purge bébé de Feydeau

Théâtre de la Brie Brunoy  2004
- Le Petit Prince de Saint Exupéry

Théâtre de la Brie Brunoy 2005 et  2006
La maison de poupées d'Henrik Ibsen
Théâtre de la Brie Brunoy 2005
- La Reine des neiges d’Andersen

Théâtre de la Brie Brunoy 2006
- Le Cabaret du « Chat noir » Poètes de la Belle Epoque

Théâtre de la Brie Brunoy 2006
- Les Fausses Confidences de Marivaux

Théâtre de la Brie, Théâtre de la vallée de l’Yerres 2007
- Le Laboureur de Bohême de Wolfgang Saaz

- En attendant Godot de Samuel Beckett avec André Geyré

- Quatuor pour la fin du Temps Olivier Messiaen

Théâtre de la Brie. Eglise Saint Médard Brunoy 2008
Trio Pantoum et Wolfgang Esche de l’Orchestre symphonique de Düsseldorf.

## Rôles
Il joue le rôle principal dans chacune des pièces qu'il met en scène avec le Théâtre de la Brie.
En tant qu’acteur exclusivement, il joue dans les mises en scène d’André Engel :
- Venise sauvée au TNP de Villerbanne, à la maison de la Culture du Havre, celle de Grenoble et de Bobigny et au Festival d’Avignon.

- Le Livre de Job au Théâtre national de Chaillot

- Le Réformateur de Thomas Bernhard (1991) à la maison de la Culture de Bobigny.

A la maison de la culture de Bourges, dans les mises en scène de Gabriel Monnet:
- L'école des femmes de Molière 1961
- La vie de Timon d'Athènes de William Shakespeare 1961
- C'est la guerre Arlequin de Michel Arnaud 1962
- Don Juan de Molière 1962

Au théâtre Daniel Sorano et au studio des Champs Elysées dans une mise en scène de Pierre Debauche
- Judith de Friedrich Hebbel 1963

Il a également joué dans une mise en scène de Roland Monod
- Pour des raisons de cœur de Xavier Pommeret 1960